# Banne Buiksloot
Banne Buiksloot, ook wel kortweg "de Banne" of "Buiksloterbanne" genoemd, is een wijk in Amsterdam-Noord, die in de jaren 60 en jaren 70 van de 20e eeuw werd aangelegd tussen de Buiksloterdijk en de gemeente Landsmeer in de polder Buiksloot.
"De Banne" was vanouds een van de zes bannen waarin het baljuwschap Waterland was verdeeld. Hiermee werd een bepaald gebied aangeduid waar een magistraat zijn gezag kon uitoefenen en recht kon spreken. Na de Bataafse Revolutie bleef het woord bestaan, maar het had toen alleen nog betrekking op de polder. Pas in 1936 zijn de Waterlandse bannen opgeheven.

## Nieuwbouwwijk
Tussen 1964 en 1978 werd de nieuwbouwwijk gebouwd ten noorden van het dorp Buiksloot. Deze wijk bestaat uit twee delen, namelijk Banne Noord en Banne Zuid. De straten zijn genoemd naar scheepstypen en -onderdelen en begrippen uit de scheepvaart.
In 2012 bestond de woningvoorraad in Banne uit circa 6.000 woningen. Bijna 9 op de 10 woningen zijn in bezit van woningcorporaties, zoals Ymere, Stadgenoot, en Rochdale. Deze drie woningcorporaties nemen gezamenlijk 62% van het totale woningbezit voor hun rekening.

### Banne Zuid

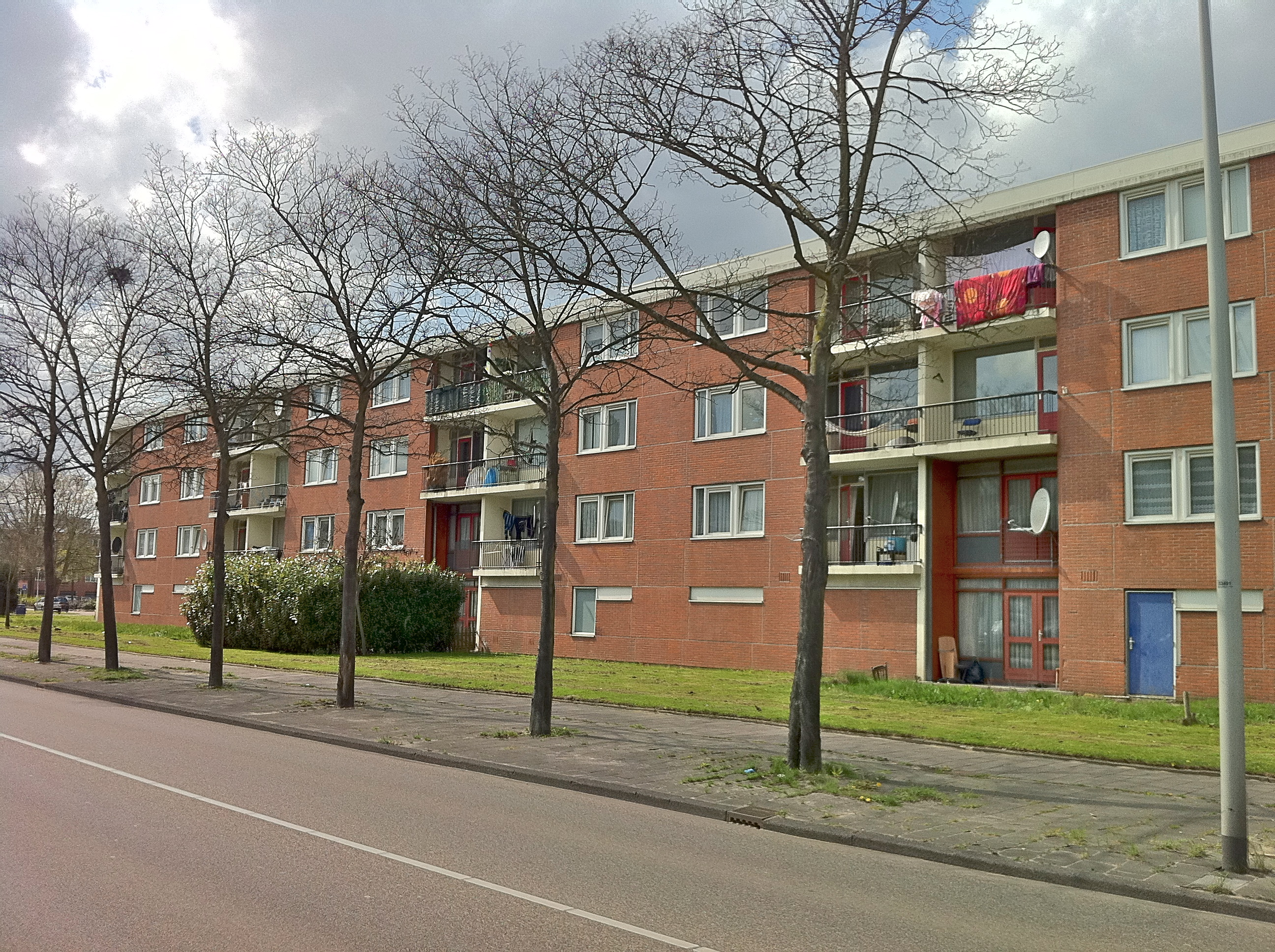
Banne Buikslootlaan in de Banne Zuid

In 1964 werd begonnen met Banne Zuid. Deze wijk ligt tussen de IJdoornlaan en de Buiksloterdijk. De buurt heeft veel gestapelde laagbouw, veelal portiekflats tot vier woonlagen. De meeste woningen worden verhuurd door Amsterdamse woningcorporaties. Op de Ankerplaats was een winkelcentrum gevestigd sindsdien op het Bezaanjachtplein. Het Koopvaarderplantsoen met scholen en speel- en ontmoetingsplekken is de centrale plek in Banne Zuid. Het BovenIJ Ziekenhuis opende aan de IJdoornlaan in juni 1987. Rond 1995 werd er nog een nieuwe wijk bijgebouwd ten zuiden van het BovenIJ ziekenhuis, op voormalige sportvelden van onder andere de Volewijckers. Deze buurt, die doorgaans wordt aangeduid als Banne Oost of Buiksloterbanne, bestaat voornamelijk uit koopwoningen, variërend van eengezinswoningen tot appartementencomplexen met vier woonlagen.

### Banne Noord

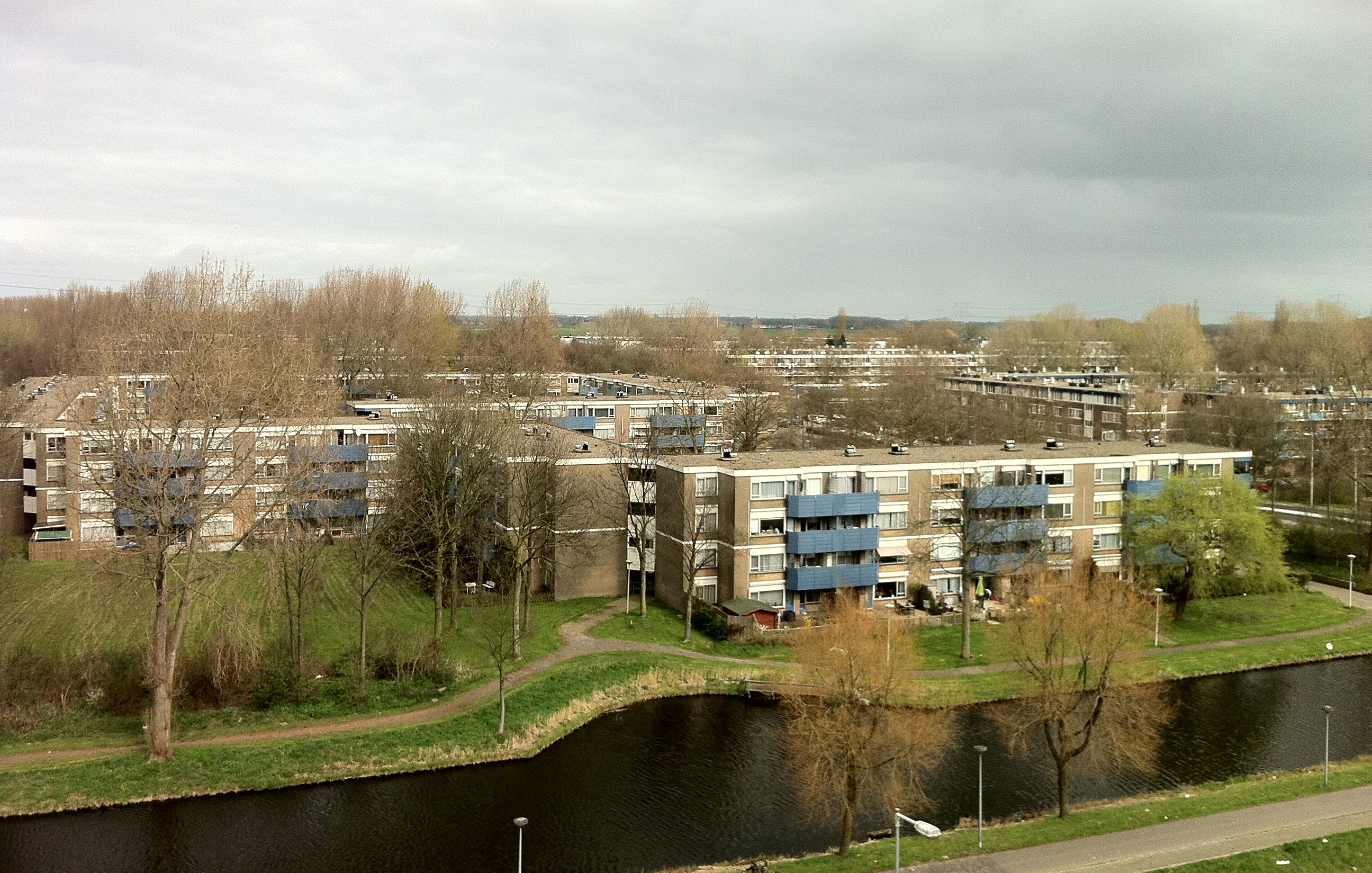
Banne Noord

Ten noorden van de IJdoornlaan werd tussen 1971 en 1978 Banne Noord of Banne II aangelegd op grondgebied dat in 1966 was geannexeerd van de gemeente Landsmeer ten zuiden van het beoogde tracé van Rijksweg 10. In 1974 was het nog een zandwoestijn. De eerste huizen kwamen in oktober 1975 gereed. In 1977 woonden er 7.500 mensen. In 1978 was ook Banne Noord compleet. Ook in de Banne Noord kwam er voornamelijk sociale woningbouw, die werd verhuurd door woningcorporaties.
Banne Noord is over het algemeen populairder bij huurders dan Banne Zuid door de gemiddeld grote vloeroppervlaktes, waarvoor mensen die er vanaf het begin wonen relatief weinig huur betalen. Terwijl de woningen in Zuid gemiddeld kleiner zijn, zijn de huurprijzen er gemiddeld hoger. Dit is terug te voeren op de ontstaansgeschiedenis van Banne Noord. De huren zijn medio jaren 70 extra laag gehouden voor de eerste bewoners, vanwege afspraken die waren gemaakt over de herhuisvesting voor de voornaamste doelgroep van deze nieuwe wijk, namelijk mensen uit stadsvernieuwingsgebieden.
De laatste decennia verkopen woningcorporaties vrijkomende woningen aan particulieren, zodat huur- en koopwoningen meer gemengd worden. Dit gebeurt ook in Banne, als onderdeel van stedelijke vernieuwing die nodig werd nadat de wijk achteruit ging en met steeds meer problemen te maken kreeg.

## Vernieuwing

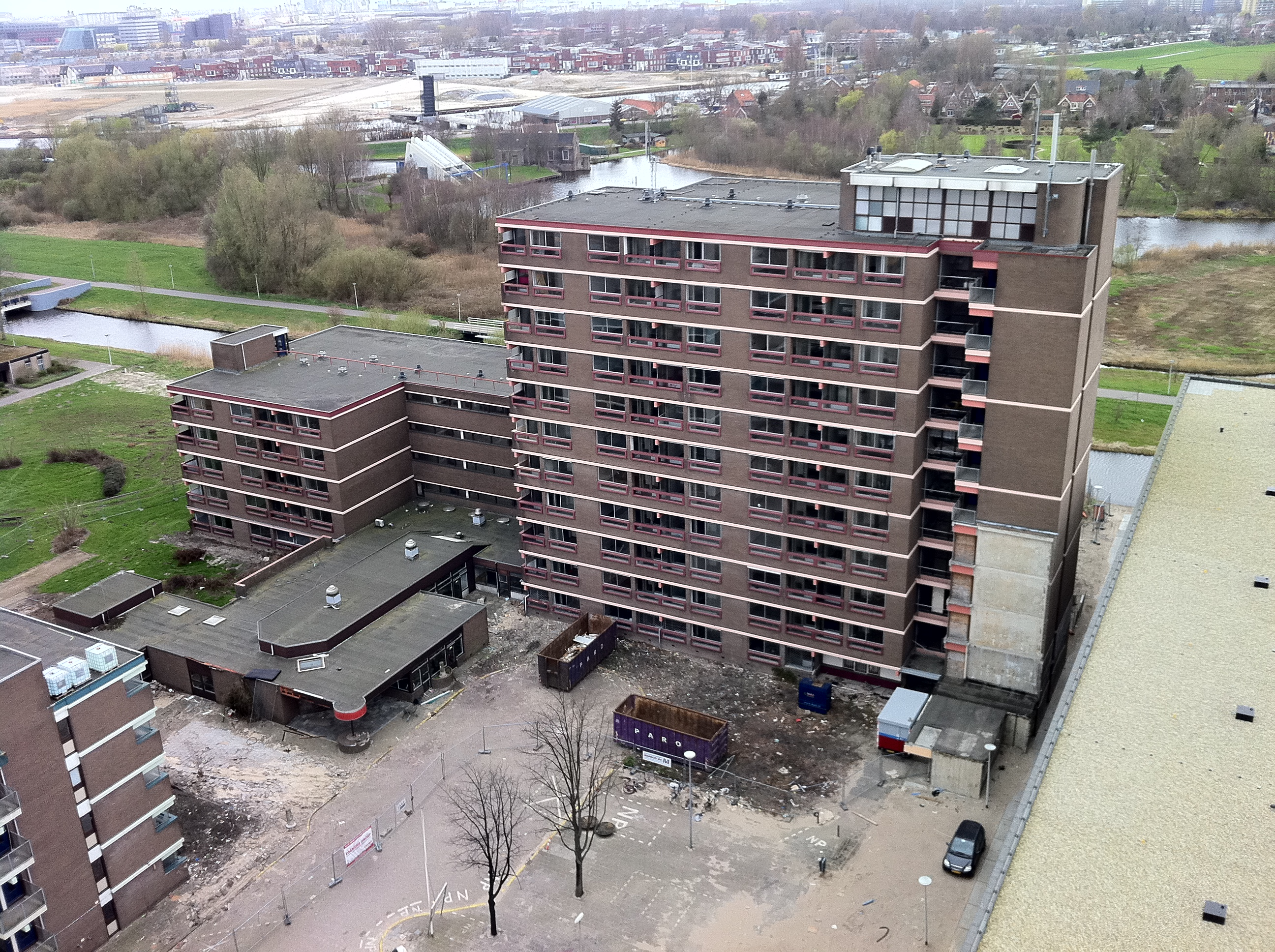
Het inmiddels gesloopte seniorencentrum aan de Kadoelerbreek.

De wijkbevolking van circa 13.600 inwoners was lange tijd stabiel. Net als in andere naoorlogse wijken traden sinds de jaren tachtig verschuivingen op in dit beeld. Er wonen anno 2012 relatief veel allochtonen en ouderen. Tegelijk is ook de gezinsgrootte gedaald door de vergrijzing, uitwoning van kinderen en verhuizing van oorspronkelijke bewoners. Deze demografische ontwikkelingen werden het eerst zichtbaar in Banne Zuid en Oost. Hier wonen sinds eind jaren negentig relatief veel twintigers en dertigers, in tegenstelling tot Banne Noord.
Om de Banne aantrekkelijker te maken voor verschillende typen huishoudens komen er meer koop- en eengezinswoningen, waardoor het woningaanbod veel afwisselender wordt. Hiervoor worden ongeveer 1070 woningen, vooral veel portiek- en etageflats, gesloopt en vervangen door ongeveer 1400 nieuwbouwwoningen. Bestaande woningen die verhuurd mogen worden als vrije-sectorwoningen, worden uit de voorraad van sociale huurwoningen gehaald en na vertrek van de oorspronkelijke bewoners verhuurd aan mensen met modale of bovenmodale inkomens.